# Cleptometopus padangensis
Cleptometopus padangensis là một loài bọ cánh cứng trong họ Cerambycidae.